# Converse
A Converse amerikai ruházati vállalat, mely a kora 20. századtól készít már cipőket. 2003 júliusától az iparág vezető cége, a Nike tulajdonában van.

## Története

### 1908–1941: A korai évek és Chuck Taylor
A harmincas évei végén járó elismert cipőipari menedzser, Marquis M. Converse 1908-ban alapítja meg saját cégét Converse Rubber Shoe Company (másik ismert nevén Boston Rubber Shoe Company) néven Massachusetts állambeli Malden városkában. 1910-ben a Converse már 4 000 pár cipőt gyárt naponta, és 1915-ben elkészíti az első sportcipőjét is, a teniszezőknek. Az igazi fordulópont 1917-ben köszönt be, ebben az évben vezetik ugyanis be a piacra a Converse All Star kosárcipőt. 1921-ben ad munkát a Converse Charles H. "Chuck" Taylor egykori kosárjátékosnak, aki a cipő értékesítője és nagykövete lesz. 1923-tól dedikálja is azokat.

### 1941–től napjainkig: Háború, csőd és új vezetőség

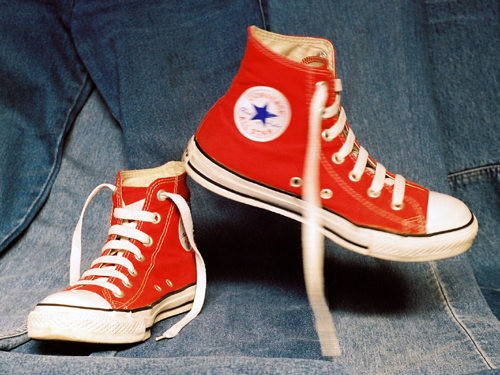
Vörös Chuck Taylor All Star kosárcipő.

Amikor az Egyesült Államok 1941-ben belépett a második világháborúba, a Converse lábbeliket, parkákat, poncsókat, védő- és egyéb ruházatot szállított a pilóták és a gyalogos katonák részére. Az 1950-es és '60-as évekre a Converse népszerű márkává érett. Converse Évkönyv néven művészi címlappal kiadványokat jelentetett meg, amelyek a cég gimnáziumi és főiskolai, egyetemi sportban betöltött szerepét mutatták be.
Ez a felívelés az 1970-es években tört meg, amikor a vállalat és termékei teret vesztettek a frissen megjelent riválisokkal, az Adidasszal, a Nikeval és a Reebokkal szemben, akik radikálisan újszerű formával törtek be a piacra. A Converse még az NBA Hivatalos Cipője címét is elvesztette egy jó időre.
Ez aztán oda vezetett, hogy 2001. január 22-én a cég csődbe jutott. Az újjászervezés során a vállalat az utolsó USA-beli üzemét is bezárta, így ezentúl a termékek az ázsiai és európai gyárakban, egyebek mellett Kínában, Indonéziában, Vietnámban, Olaszországban és Litvániában készülnek .
2003. július 9-én a cég elfogadta a versenytársa, a Nike 305 millió amerikai dolláros felvásárlási ajánlatát.
Napjainkban többek közt Kirk Hinrich, Jameer Nelson, Andre Miller, Kyle Korver, Alando Tucker, Acie Law, Udonis Haslem, Maurice Evans és Elton Brand NBA játékosok kosaraznak Converse cipőkben.